# Prysejmiwja
Prysejmiwja (ukr. Присеймів'я) – wieś na Ukrainie, w obwodzie sumskim, w rejonie konotopskim. W 2001 liczyła 161 mieszkańców, wśród których 147 wskazało jako ojczysty język ukraiński, a 14 rosyjski.